# Багновик сулавеський
Багновик сулавеський (Amaurornis isabellina) — вид журавлеподібних птахів родини пастушкових (Rallidae).

## Поширення
Ендемік індонезійського острова Сулавесі. Поширений в північних і південно-східних регіонах острова. Мешкає в болотистих місцевостях.

## Опис
Найбільший представник роду. Виростає до 40 см завдовжки. Оперення оливково-буре у верхній частині тіла та червонувате у нижній частині. Дзьоб світло-зелений, а ноги зеленувато-коричневі.